# Paula-Mae Weekes
Paula Mae Weekes (Puerto España, Trinidad y Tobago, Indias Occidentales Británicas, 23 de diciembre de 1958) es una política trinitense. Fue presidenta de Trinidad y Tobago desde 19 de marzo de 2018 hasta el 20 de marzo de 2023, y se convirtió en la primera mujer en ocupar el cargo de presidente.

## Trayectoria
Paula Mae Weekes estudió a la Universidad de las Indias Occidentales, Cave Hill, de donde se graduó con un título de Bachelor of Laws, y en la Hugh Wooding Law School, y fue llamada al Colegio de Abogados en 1982. Después de graduarse trabajó en la oficina del Director de la Fiscalía Pública durante 11 años, antes de entrar en la práctica privada en 1993. Fue nombrada para el poder judicial en 1996 y en el Tribunal de Apelaciones en 2005, donde se desempeñó hasta su jubilación en 2016. Ejerció brevemente como juez principal en funciones en 2012 después de actuar el presidente del Tribunal Supremo Wendell Kangaloo resultó herido en un accidente automovilístico. En septiembre de 2016 Weekes fue nombrada en la corte de apelaciones en las Islas Turcas y Caicos.
El 5 de enero de 2018, Weekes, entonces jueza del Tribunal de Apelaciones de las Islas Turcas y Caicos, fue propuesta como candidata presidencial por el gobierno del Movimiento Nacional del Pueblo del primer ministro Keith Rowley con la esperanza de alcanzar un consenso con el Congreso Nacional Unido. Lideró la oposición parlamentaria de Kamla Persad-Bissessar, que luego endosó su nominación. Su propuesta para el cargo de presidente también fue alabada por los analistas políticos. Como Weekes fue el único candidato nominado el día de las elecciones, se la consideró elegida sin necesidad de un voto.